# Купчинский, Валерий Павлович
Вале́рий Па́влович Купчи́нский (род. 11 декабря 1955 года в деревне Бульшево) — российский биатлонист и лыжник. Многократный чемпион и призёр зимних Паралимпийских игр. Заслуженный мастер спорта России по лыжным гонкам среди спортсменов с нарушением зрения.
Знаменосец сборной России на трёх Паралимпийских зимних играх (2002, 2006, 2010).

## Биография
Потерял зрение в 12 лет после болезни. С 17 лет занимается легкой атлетикой. В 1985 году начал заниматься лыжными гонками и вскоре получил приглашение попробовать силы в биатлоне.

## Награды
- Орден Почёта (21 апреля 2005 года) — за заслуги в развитии физической культуры и спорта и многолетнюю добросовестную работу.[2]
- Орден Дружбы (7 мая 1999 года) — за большой вклад в развитие физической культуры и спорта, подготовку и успешное выступление спортсменов России на XVIII зимних Олимпийских играх в Нагано (Япония).[3]
- Заслуженный мастер спорта России.